# Tramverein Bern

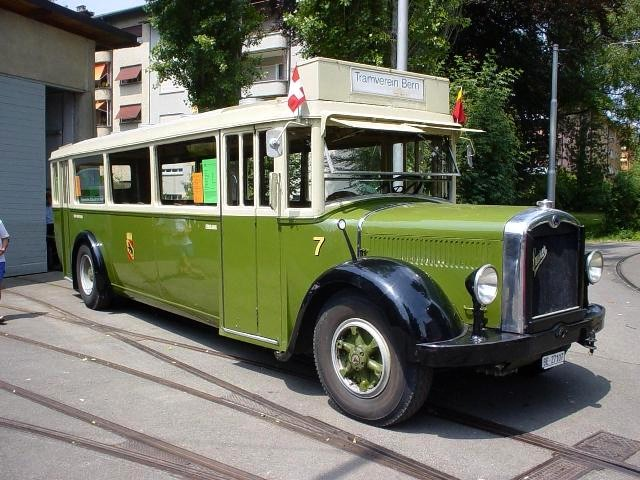
Der Fronthauber-Autobus 7 2003 vor dem heutigen Tram-Museum Bern

Der Tramverein Bern, abgekürzt TVB, hat 2011 etwa 200 Mitglieder, die aus der Schweiz, Europa und Übersee stammen. Etwa 35 Aktivmitglieder betreuen die weit verstreut eingelagerten 40 historischen Fahrzeuge des Berner Nah- und Überlandverkehrs.

## Geschichte

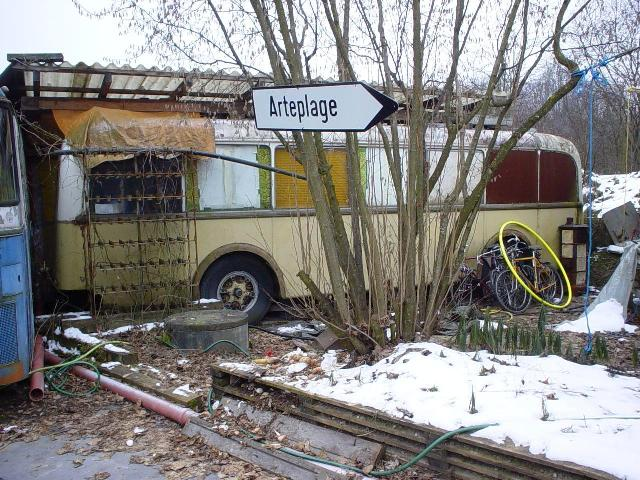
Ein ehemaliger STI-Trolleybusanhänger noch im Zaffaraya

Der Verein wurde am 19. Juni 1973 gegründet. Erster Präsident war Hans-Ulrich Suter. Als erstes Vereinsziel strebte er den Erhalt eines Vierachserzuges aus den 1930er-Jahren, eines BLD-Fronthauber-Autobusses und eines VBW-Motorwagens der Serie Be 4/4 30–33 an.
Anlässlich der ersten ordentlichen Generalversammlung vom 8. Mai 1974 übernahm der Verein den 1929 erbauten Saurer-Fronthauber-Autobus 7 als Geschenk von der Firma Kiener & Wittlin. Diese hatte ihn 1966 von den Städtischen Verkehrsbetrieben Bern (SVB) gekauft und acht Jahre lang für Personaltransporte eingesetzt. Die Restaurierung des Wagens durch Ramseier & Jenzer kostete den TVB 36'000 Schweizer Franken.
Nach der letzten Fahrt des Blauen Bähnli am 26. Mai 1974 erreichte der Tramverein Bern in Verhandlungen mit den Vereinigten Bern-Worb-Bahnen (VBW) und der Solothurn-Zollikofen-Bern-Bahn (SZB), dass der Be 4/4 30 von 1910 als Museumswagen in der Wagenhalle Boll remisiert wird. Er wurde 1993 an das Écomusée d’Alsace abgegeben und ist dort seither in einer ehemaligen Salzhalle untergebracht.
An der Generalversammlung vom 30. April 2016 musste der Tramverein Bern, wegen der Kündigung des Abstellplatzes infolge Eigenbedarf in Aarberg und um "einen drohenden Konkurs" zu vermeiden, sowie aus personellen Gründen, den Beschluss fassen, sich von mehreren Fahrzeugen zu trennen, um die Kosten in Griff zu halten. Verursacht ein entsprechendes Fahrzeug doch Mitkosten, die zwischen 2000 und 3600 Franken pro Jahr liegen. Es sind dies der Trolleybus 9 aus Biel, der STJ Trolleybus 1 mit dazugehörendem Anhänger 23, der MOB Triebwagen 16, der SZB Triebwagen 6 von 1950 und der dazugehörende Steuerwagen 222. Der RBS MAN Niederflurbus 5, wie auch der VBM BDe 4/4 38 ist auch dabei. Auch hat der Verein beschlossen sich vom Gurtenbahn-Standseilbahnwagen 2 aus Aluminium aus dem Jahre 1944 mit dem Himugüegeli (Schweizerdeutscher Ausdruck für Marienkäfer) zu trennen. Auf die bereits früher beschlossene Übernahme der beiden Schienenfahrzeuge RBS Gem 4/4 121, einem ehemaligen Gepäcktriebwagen aus dem Jahre 1912 und dem RBS Wassersprengwagen 706 wird zudem verzichtet.

## Fahrzeugpark

### Autobusse
| Ursprünglicher Eigentümer | Nummer | Baujahr | Hersteller                                 | Typ    | Standort          | Bemerkungen                   |
| ------------------------- | ------ | ------- | ------------------------------------------ | ------ | ----------------- | ----------------------------- |
| SOB                       | 7      | 1929    | Saurer / Ramseier & Jenzer / Streun & Cie. | BLD    | Bern, Weissenbühl |                               |
| SOB                       | 50     | 1941    | Saurer / Gangloff                          | 4H     | Bern, Weissenbühl |                               |
| SVB                       | 70     | 1948    | Saurer / Gangloff                          | 4H     | 3)                |                               |
| SVB                       | 86     | 1950    | Saurer / FFA                               | 4H     | 3)                | "Düseler"                     |
| SVB                       | 91     | 1956    | Saurer / Ramseier & Jenzer                 | 5HP    | 3)                | -                             |
| ABM                       | 5      | 1960    | FBW / Ramseier & Jenzer / Gangloff         | B 51 U | Ufhusen           | 1), 2)                        |
| SVB                       | 157    | 1965    | FBW / Gangloff                             | -      | Ufhusen           | -                             |
| SVB                       | 251I   | 1964    | FBW / Ramseier & Jenzer / SWS              | BG 91G | Ufhusen           | "Grossmutter", 5)             |
| SVB                       | 264I   | 1968    | FBW / Gangloff                             | 91-GL  | Niederscherli     | "Cabriolet", 4), verschrottet |
| SVB                       | 270I   | 1968    | FBW / Gangloff                             | 91-GL  | Ufhusen           | "Gartehüsli"                  |
| SVB                       | 283    | 1977    | FBW / Ramseier & Jenzer                    | 91-GL  | Ufhusen           | -                             |

1) Nicht betriebsfähig und ohne Zulassung des Strassenverkehrsamtes.
2) Autobus der Nachfolgegesellschaft der Biel-Meinisberg-Bahn (BM), ohne Inneneinrichtung.
3) Bern, Burgernziel oder Wabern bei Bern, je nach Situation der Vermietung beziehungsweise des Unterhalts.
4) Der Wagen wurde 1996 bei einer Polizeiübung in Stans als "Geiselbus" verwendet und dabei beschädigt. Die Überbleibsel – das heisst die vordere, auf der Fensterhöhe abgeschnittene Hälfte des Gelenkwagens ohne die Inneneinrichtung – dienten dem TVB anschliessend als Ersatzteilspender. Anschliessend wurde der Torso verschrottet.
5) Erster FBW-Gelenkautobus, diente als Prototyp für die Serie 252 bis 270. War bei Bernmobil bis 2003 als Reservefahrzeug eingesetzt. Letzter Einsatz anlässlich der Messe Suisse Toy 2003.

### Trolleybusse und Trolleybusanhänger
|  | Diese Liste ist nicht aktuell. Korrekturen sind willkommen. |

| Ursprünglicher Eigentümer | Nummer | Baujahr | Hersteller                          | Typ    | Standort          | Bemerkungen                                           |
| ------------------------- | ------ | ------- | ----------------------------------- | ------ | ----------------- | ----------------------------------------------------- |
| SSB                       | 13     | 1942    | FBW / BBC / Gangloff                | 2      | Ufhusen           | 1)                                                    |
| STI                       | 1      | 1952    | Berna / SAAS / Gangloff             | -      | Bern, Burgernziel | ehemals Trolleybus Thun–Beatenbucht, 1), 2)           |
| STI                       | 7      | 1952    | Berna / SAAS / Gangloff             | -      | Bressonnaz 6)     | ehemals Trolleybus Thun–Beatenbucht, 1), 3), 7)       |
| STI                       | 23     | 1952    | Berna / SAAS / Gangloff             | -      | Niederscherli     | ehemals Trolleybus Thun–Beatenbucht, Anhänger, 1), 5) |
| SVB                       | 28     | 1961    | FBW / MFO / SWS / Ramseier & Jenzer | -      | Ufhusen           | Typ GTr51, Spitzname "Flipperkasten", 1)              |
| VB                        | 9      | 1966    | FBW / BBC / Ramseier & Jenzer       | -      | Bressonnaz 6)     | 1), 4)                                                |
| SVB                       | 38     | 1974    | FBW / SAAS / Ramseier & Jenzer      | 91 GTL | Ufhusen           | 1), 4)                                                |
| SVB                       | 59     | 1974    | FBW / SAAS / Hess                   | 91 GTL | Selzach           | 1), 4)                                                |

1) Nicht betriebsfähig.
2) Der Trolleybus wird seit 1999 in den Ursprungszustand zurückversetzt. Diese Arbeiten sind äusserlich weitgehend abgeschlossen, für die Inneneinrichtung sind noch grössere Arbeiten nötig.
3) Bis Dezember 2008 Ersatzteilspender für den STI-Trolleybus 1, dann an Rétrobus Léman abgegeben.
4) Ursprünglich gemeinsames Eigentum von TVB und Trolleybusverein Schweiz (TVS), gehört seit Juni 2008 vollständig dem TVS.
5) Ohne Inneneinrichtung.
6) In einer Lagerhalle beim Bahnhof Bressonnaz.
7) Im Besitz von Rétrobus Léman.

### Schienenfahrzeuge
|  | Diese Liste ist nicht vollständig. Ergänzungen/Korrekturen sind willkommen. |

| Ursprünglicher Eigentümer | Beschreibung | Bezeichnung | Nummer | Baujahr | Hersteller | Standort | Bemerkungen |
| ------------------------- | ------------ | ----------- | ------ | ------- | ---------- | --- | ----------- |
| VBW                       | Motorwagen   | Be 4/4      | 30     | 1910    | SIG / MFO  | Lange Zeit in Ungersheim, zwischenzeitlich in Bern Burgernziel, seit längerem nun dauerhaft in Bern Weissenbühl im Trammuseum |             |

### Schienenfahrzeuge des Tramverein Bern die 2016 an denBahnhistorischen Verein Solothurn-Bern(BVSB) abgegeben wurden
|  | Diese Liste ist nicht vollständig. Ergänzungen/Korrekturen sind willkommen. |

| Ursprünglicher Eigentümer | Beschreibung | Bezeichnung | Nummer | Baujahr | Hersteller   | Standort                                                    | Bemerkungen |
| ------------------------- | ------------ | ----------- | ------ | ------- | ------------ | ----------------------------------------------------------- | --- |
| SZB                       | Motorwagen   | BDe 4/4     | 6      | 1950    | SWS / MFO    | Ufhusen, dann Aarberg. Seit 2017 in Egolzwil LU             | Ehemals SZB BCFe 4/4. Ehemals SZB BCFe 4/4. Nicht betriebsfähig, ein Führerstand ausgebaut.                                    |
| SZB                       | Steuerwagen  | Bt          | 222    | 1954    | SWS / MFO    | Ufhusen, dann Aarberg. Seit 2017 in Egolzwil LU             | Ehemals SZB Bt 82, ursprünglich bis 1956 Ct 82. Nicht betriebsfähig.                                                           |
| VBW                       | Motorwagen   | BDe 4/4     | 38     | 1913    | SIG / MFO    | Ungersheim, dann Bern Burgernziel. Seit 2017 in Egolzwil LU | Nicht zu verwechseln mit dem gleichartigen Triebwagen BDe 4/4 36 des Vereins Ds Blaue Bähnli. Nicht betriebsfähig.             |
| MOB                       | Motorwagen   | BCFe 4/4    | 16     | 1905    | SIG / Alioth | Bern Liebefeld, Ufhusen, Aarberg. Seit 2017 in Egolzwil LU  | 1993 Übernahme durch den ehemaligen Verein Aktion pro MOB 16 / ESZ 3, seit 1996 Tramverein Bern bis 2016. Nicht betriebsfähig. |